# Oshakati
Oshakati es uno de los pueblos más desarrollados en la zona conocida como Ovambolandia en el norte de Namibia, África. Es la capital de la Región de Oshana, la segunda más densamente poblada de las trece regiones del país. 
En Oshiwambo, la lengua de los Ovambo quienes ocupan la región, el nombre de la ciudad significa "aquello que se encuentra entre". Oshakati está sobre la B1, la autopista principal de Namibia, que une desde el límite con Sudáfrica a través de la capital Windhoek hasta el límite con Angola. 
Oshakati experimentó un gran desarrollo desde que Namibia alcanzó la independencia el 21 de marzo de 1990. En abril de 2006, el edificio del Consejo Municipal de Oshakati fue inaugurado por el presidente de Botsuana, Festus Mogae.
El pueblo comparte un aeropuerto con su vecina Ondangwa.
- Datos: Q985622
- Multimedia: Oshakati / Q985622